# خورشیدگرفتگی ۱۱ مه ۱۹۷۵
خورشیدگرفتگی ۱۱ مه ۱۹۷۵ (به انگلیسی: Solar eclipse of May 11, 1975) یک خورشیدگرفتگی از نوع خورشیدگرفتگی جزئی است. این خورشیدگرفتگی در تاریخ ۱۱ مه ۱۹۷۵ میلادی (‎۲۱ اردیبهشت ۱۳۵۴ خورشیدی) روی داد که زمان اوج آن، ساعت ۷:۱۷:۳۳ به‌وقت ساعت هماهنگ جهانی بوده‌است.